# Ira (Vermont)
Ira – miasto w Stanach Zjednoczonych, w stanie Vermont, w hrabstwie Rutland.